# Bell Helicopter Textron
Bell Helicopter Textron je americký výrobce helikoptér a konvertoplánů se sídlem ve Fort Worthu ve státě Texas. Divize společnosti Textron, vyrábí vojenské helikoptéry a konvertoplány ve Spojených státech a komerční vrtulníky ve městě Mirabel v provincii Québec v Kanadě.

## Historie
Larry Bell začal s výrobou helikoptér poté, co najal talentovaného vynálezce Arthura Younga. Doufal v rozšíření ekonomické základny své společnost, která tak nebude závislá na vládních zakázkách. Do té doby Bell Aircraft Corporation vyráběla pouze letouny. Hned první model helikoptéry Bell Model 47 se stal velmi úspěšným jak v civilním tak ve vojenském sektoru.
Textron koupil Bell Aerospace v roce 1960. Divize helikoptér se stala jedinou výrobní sekcí a byla přejmenována na Bell Helicopter Company. Díky úspěšnému modelu UH-1 z období Vietnamské války se stala největší výrobní divizí společnosti Textron. V lednu 1976 Textron znovu přejmenoval společnost na Bell Helicopter Textron.

## Současnost
V současné době Bell Helicopter úzce spolupracuje se společností AgustaWestland.
Bell Helicopter také sponzoruje posezóní univerzitní americký fotbal, Armed Forces Bowl.
Společnost koupila českou firmu Aviation Service a.s. jako svou další pobočku pro prodej nových vrtulníků a údržbu stávajících v teritoriu.

## Seznam produktů

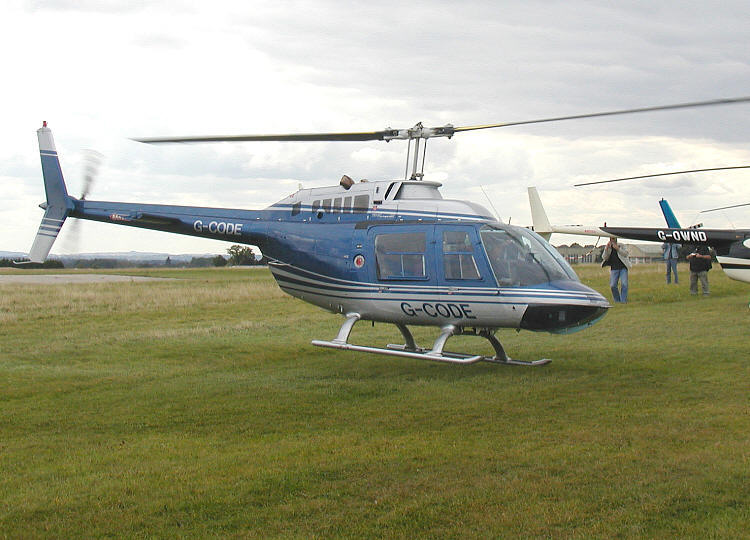
Bell 206B JetRanger III

### Helikoptéry

#### Komerční
- 47
- 204 - civilní verze UH-1
- 205 - civilní verze UH-1
- 206 - (stále ve výrobě)
- 210 - civilní verze UH-1H
- 212
- 214B
- 214ST
- 222
- 230
- 407 - (stále ve výrobě)
- 412 - (stále ve výrobě)
- 417 - (stále ve výrobě)
- 427
- 429
- 430 - (stále ve výrobě)

#### Vojenské
- UH-1 Iroquois (nebo Huey)
- UH-1F, Air Force varianta UH-1
- 533 - experimentální varianta Huey poháněná proudovým motorem
- AH-1 Cobra (nebo HueyCobra)
- YAH-63/Model 409
- OH-58 Kiowa
- AgustaWestland AW139
- ARH-70
- AH-1Z Viper
- Bell 360 Invictus

#### Konvertoplány
- Bell XV-3
- Bell XV-15
- V-22 Osprey (spolu s Boeing IDS)
- Bell/Agusta BA609 (spolu s AgustaWestland)
- TR918 Eagle Eye UAV